# Kolodavitsa
Kolodavitsa – wieś w Estonii w gminie Värska, w pobliżu granicy w Rosją. W 2011 roku zamieszkana przez 26 osób.
We wsi łączą się dwie ważne linie kolejowe przez przekroczeniem granicy z Rosją: Tartu – Pieczory oraz Valga – Pieczory. W 2011 na wschód od Kolodavitsa, we wsi Koidula, wybudowano nową stację kolejową, umożliwiając przeładowywanie towarów pomiędzy tymi liniami bez przekraczania granicy. W związku z jej budową istniejący wcześniej przystanek kolejowy Veski został zlikwidowany.